# کری بایرن
 کری بایرن (انگلیسی: Kari Byron؛ زاده ۱۸ دسامبر ۱۹۷۴) یک مجری اهل ایالات متحده آمریکا است. وی از سال ۲۰۰۳ میلادی تاکنون مشغول فعالیت بوده‌است.